# Komló
Komló (hongrois : Komló [ˈkomloː] ; allemand : Kumlau ; croate : Komlov) est une localité hongroise, ayant le rang de ville dans le comitat de Baranya. Chef-lieu de la micro-région de Komló, elle se situe dans le massif du Mecsek.

## Relations internationales

### Jumelages
La ville de Komló est jumelée avec :
- Éragny (France) depuis 1989
- Neckartenzlingen (Allemagne) depuis 1989
- Beiuş (Roumanie) depuis 1989
- Valpovo (Croatie) depuis 1999
- Torrice (Italie) depuis 1990